# 谷田部透湖
谷田部 透湖（やたべ とうこ、1991年4月24日 - ）は、日本のアニメーター、キャラクターデザイナー。栃木県出身。主な参加作品は『龍の歯医者』、『ゲゲゲの鬼太郎』第6期、『シン・エヴァンゲリオン劇場版』、『鬼太郎誕生 ゲゲゲの謎』など。

## 人物
幼い頃より絵を描くことが好きであり、中学3年生の頃から漫画やアニメに関わる仕事をしたいと意識し始める。
2010年、武蔵野美術大学映像学科に入学し、手書きアニメーションを中心に映像制作を始める。大学卒業時に卒業制作として『木の葉化石の夏』を制作し、卒業制作展では優秀賞を、TOHOシネマズ学生映画祭ではショートアニメーション部門で準グランプリを受賞する。
卒業後アニメ制作会社のカラーに入社し、同社の動画検査を務める村田康人のもとで学びながら動画マンとして働く。
2017年『龍の歯医者』に絵コンテ、演出として関わった際、鶴巻和哉より「『エヴァ』が動くときには戻ってきてほしい」と言われていたことをきっかけに、2021年『シン・エヴァンゲリオン劇場版』にて副監督を務めた。また同作の派生作品『EVANGELION:3.0（-46h）』では監督を務めた。
2023年、谷田部が長年ファンであった『ゲゲゲの鬼太郎』の劇場作品『鬼太郎誕生 ゲゲゲの謎』にキャラクターデザインや総作画監督として参加する。谷田部は脚本会議にも参加し、本作の監督の古賀豪は彼女の参加が作品全体に大きく影響を与えたと語っている。本作は興行収入27億円を突破するロングランヒットを記録し、谷田部自身も『東京アニメアワード2025』にてアニメーター賞を受賞した。

## 主な参加作品

### TVアニメ
2016年
- 三者三葉（第2話絵コンテ・演出・原画）

2017年
- 龍の歯医者（絵コンテ・演出）

2018年
- ダーリン・イン・ザ・フランキス（第7話絵コンテ/演出/原画・OP原画）
- ゲゲゲの鬼太郎（第7話原画、第14話原画、第23話原画、第27話 - 第37話ED絵コンテ・演出・原画）

2022年
- チェンソーマン（第2話絵コンテ・演出）
- モブサイコ100 III（第9話絵コンテ）

2025年
- 機動戦士Gundam GQuuuuuuX（画コンテ・演出・TP修正・ED画コンテ/演出/原画）
- ゲゲゲの鬼太郎 私の愛した歴代ゲゲゲ（OPキャラクターデザイン・総作画監督）

### 劇場アニメ
2013年
- 寫眞館（動画）

2021年
- シン・エヴァンゲリオン劇場版（副監督・デジタル作画修正）

2023年
- 鬼太郎誕生 ゲゲゲの謎（キャラクターデザイン・総作画監督・原画）

### OVA
2023年
- EVANGELION:3.0（-46h）（監督・原画） - 『シン・エヴァンゲリオン劇場版』BD・DVDに収録の特典映像

### 自主制作
2011年
- あの子にまたあった日
- にしきえ一景

2012年
- 竜絵描きのはなし
- WANTED!かぐや姫
- やまのかみさま
- なかなか仲直り

2013年
- ブラウン管AtoZ

2014年
- 木の葉化石の夏

### その他
2012年
- Cell The Rough Butchによるミュージックビデオ「里帰り」（原画）

2016年
- 日本アニメ（ーター）見本市第7話「until You come to me.」（動画）